# Kraj (film)
Kraj è un film del 2010 diretto da Aleksej Učitel'.